# فرست اینتراستیت
فرست اینتراستیت (انگلیسی: First Interstate) شرکت خدمات مالی و بانکداری آمریکایی است، که در سال ۱۹۶۸ تأسیس شد.